# Adelhofen
Adelhofen (fränkisch: Odlhoufa) ist ein Gemeindeteil der Gemeinde Simmershofen im Landkreis Neustadt an der Aisch-Bad Windsheim (Mittelfranken, Bayern). Die Gemarkung Hohlach hat eine Fläche von 5,451 km². Sie ist in 403 Flurstücke aufgeteilt, die eine durchschnittliche Fläche von 13527,21 m² haben.

## Geographie
Das Kirchdorf liegt am Utzbach, einem linken Zufluss des Asbachs. Die umgebende Landschaft ist leicht hügelig und besteht ganz überwiegend aus Ackerflächen. Die Staatsstraße 2256 führt nach Simmershofen (2,3 km westlich) bzw. nach Uffenheim zur Bundesstraße 13 (5,4 km östlich). Die Kreisstraße NEA 50 führt nach Langensteinach (4,5 km südlich) bzw. nach Gollachostheim (3,5 km nördlich). Eine Gemeindeverbindungsstraße führt nach Brackenlohr (1,8 km nordöstlich).

## Geschichte
In einer Urkunde von 1253 wurde ein „Gotfridus de Adelnhoven“ genannt. Dies ist zugleich die erste Erwähnung des Ortes. Das Bestimmungswort des Ortsnamens ist Adelo, der Personenname des Siedlungsgründers.
Gegen Ende des 18. Jahrhunderts gab es in Adelhofen 43 Anwesen. Das Hochgericht übte das ansbachische Oberamt Uffenheim aus. Das Kasten- und Stadtvogteiamt Uffenheim war Grundherr sämtlicher Anwesen. Von 1797 bis 1808 unterstand Adelhofen dem preußischen Justiz- und Kammeramt Uffenheim.
1806 kam der Ort an das Königreich Bayern. Mit dem Gemeindeedikt (frühes 19. Jahrhundert) wurde der Steuerdistrikt Adelhofen gebildet, zu dem Aspachhof und Brackenlohr gehörten. Wenig später entstand die Ruralgemeinde Adelhofen ohne die beiden Orte. Sie war in Verwaltung und Gerichtsbarkeit dem Landgericht Uffenheim zugeordnet und in der Finanzverwaltung dem Rentamt Uffenheim (1919 in Finanzamt Uffenheim umbenannt). Ab 1862 war das Bezirksamt Uffenheim für die Verwaltung der Gemeinde zuständig (1939 in Landkreis Uffenheim umbenannt). Die Gerichtsbarkeit blieb beim Landgericht Uffenheim (1879 in Amtsgericht Uffenheim umbenannt), seit 1973 ist das Amtsgericht Neustadt an der Aisch zuständig. Die Gemeinde hatte 1964 eine Gebietsfläche von 5,513 km². Am 1. Juli 1972 wurde Adelhofen im Zuge der Gebietsreform in Bayern nach Simmershofen eingegliedert.

### Baudenkmäler
In Adelhofen gibt es drei Baudenkmäler:
- Haus Nr. 05: Ehemaliges Pfarrhaus
- Haus Nr. 17: Evangelisch-lutherische Kirche St. Bartholomäus
- Haus Nr. 57: Gasthof

### Bodendenkmäler
In der Gemarkung Adelshofen gibt es sechs Bodendenkmäler.

### Einwohnerentwicklung
| Jahr      | 1818   | 1840   | 1852   | 1855   | 1861   | 1867   | 1871   | 1875   | 1880   | 1885   | 1890   | 1895   | 1900   | 1905   | 1910   | 1919   | 1925   | 1933   | 1939   | 1946   | 1950   | 1952   | 1961   | 1970   | 1987  |
| Einwohner | 221    | 229    | 226    | 241    | 234    | 234    | 243    | 235    | 225    | 230    | 230    | 231    | 231    | 243    | 219    | 221    | 228    | 209    | 201    | 348    | 349    | 315    | 207    | 172    | 144   |
| Häuser    | 42     | 43     |        |        |        |        | 44     |        |        | 41     | 42     |        | 44     |        |        |        | 44     |        |        |        | 44     |        | 46     |        | 38    |
| Quelle    | [ 10 ] | [ 17 ] | [ 18 ] | [ 18 ] | [ 19 ] | [ 20 ] | [ 21 ] | [ 22 ] | [ 23 ] | [ 24 ] | [ 25 ] | [ 18 ] | [ 26 ] | [ 18 ] | [ 27 ] | [ 18 ] | [ 28 ] | [ 18 ] | [ 18 ] | [ 18 ] | [ 29 ] | [ 18 ] | [ 12 ] | [ 30 ] | [ 2 ] |

## Religion
Der Ort war Sitz einer Pfarrei und ist seit der Reformation evangelisch-lutherisch geprägt.